# AHAN
AHAN（アハン、韓国語:아한、本名:우아한（Woo Ahan, ウ・アハン）、1995年12月16日 - ）は、日本の女性シンガーソングライター。韓国人の父と日本人の母の韓日ハーフ。韓国生まれ、韓国育ち。血液型はO型。韓国では우아한（日本語:ウ・アハン）で音楽活動中。

## 来歴

### 2020年 -
2019年10月 - 2020年 現在
渋谷クロスFMラジオ「Saturday☆バンド☆フィーバー」レギュラーパーソナリティ活動
2020年2月 「Challenge 40」リリース大会MC
2020年1月 デジタルシングル「Only Me Only You」配信

### 2019年
2019年12月 オリジナル曲「花火」全国配信
2019年10月 「Challenge 40」リリース大会優勝
2019年6月 東アジア文化都市「ブクロ野音」出演
2019年4月 デジタルシングル「Saturday」配信

### 2018年
2018年12月 ソウル第三回バースデイワンマンライブ
2018年7月 横須賀 YIMA YIMA ユニバーサル ミュージック TOP7 進出
2018年6月 デジタルシングルアルバム「Team task」配信
2018年6月 韓国通信会社SK telecom CM 出演
2018年1月 南米4カ国「ストリート・チルドレン」のための音楽プロジェクトツアーライブ

### 2017年
2017年5月 4thミニアルバム「Hello, star」配信
2017年3月 SBS TV ファンタスティックデュオ出演
2017年2月 第2回アルバム発売記念ソウルワンマンライブ
2017年2月 3rdミニアルバム「3番目の日記」 配信

### 2016年
2016年9月 2ndデジタルシングル「折れた傘」配信
2016年7月 第1回ソウルワンマンライブ成功
2016年6月 NAVERミュージシャンリーグTOP 10進出
2016年6月 1stデジタルシングル「八方美人」でデビュー

## ディスコグラフィ

### 日本

#### デジタルシングル
- Hanabi（花火）（2019年12月）[23]

### 韓国

#### デジタルシングル
- 1st 어장관리(八方美人)(2016年 6月)[22]
- 2nd 부러진 우산(折れた傘)(2016年 9月)[19]
- 3rd 우아한의 세 번째 일기(3番目の日記)(2017年 2月)[18]
- 4th 안녕, 나의 별(Hello, star)(2017年 5月)[15]
- 5th 조별과제(Team task)(2018年 6月)[12]
- 6th 토요일(Saturday)(2019年 4月)[9]
- 7th 나만 너(Only Me Only You)(2020年 1月)[5]